# ناتاليا أريستارخوفا
ناتاليا أريستارخوفا (ولدت في 31 أكتوبر 1989) هي عداءة روسية للمسافات المتوسطة، بطلة روسيا الوطنية ثلاث مرات سباق 3000 متر موانع أعوام 2013؛ 2014؛ 2015،
حاصلة على لقب أستاذة الرياضة في روسيا، الدرجة الدولية. تنافست في سباق 3000 متر موانع في بطولة العالم لألعاب القوى 2013 في موسكو، وبطولة العالم لألعاب القوى 2015 في بكين، الصين. وفي سباق 3000 متر بطولة العالم لألعاب القوى داخل الصالات 2014 في سوبوت، بولندا.
فازت في سباق 3000 متر موانع في بطولة السوبر الأوروبية لألعاب القوى للفرق 2013 هي النسخة الرابعة من بطولة فرق ألعاب القوى الأوروبية، حيث أنهت السباق في توقيت 9:34.33. وتأهلت لبطولة العالم لألعاب القوى 2013 في موسكو. شاركت في بطولة العالم لألعاب القوى 2013 في سباق 3000 متر موانع للسيدات لم تتمكن من اجتياز جولة التصفيات حيث أنهت السباق بتوقيت 10:10.26	في المركز السابع والعشرين العام لجولة التصفيات.

## نشأتها
ولدت ناتاليا في أوكرانيا وانتقلت مع عائلتها إلى روسيا في عام 2000، شاركت في ألعاب القوى منذ أن كان عمره 13 عامًا. تخرجت بمرتبة الشرف من جامعة جامعة كراسنويارسك التربوية الحكومية.